# Teddy Hart (attore)
Teddy Hart (New York, 25 settembre 1897 – Los Angeles, 17 febbraio 1971) è stato un attore statunitense attivo sul grande schermo, a teatro e in televisione.

## Biografia
Fratello minore del paroliere e librettista statunitense Lorenz Hart, Teddy è noto negli Stati Uniti per essere stato il terzo attore ad aver interpretato lo stoico indiano Crowbar nella serie di film della Universal con protagonista la coppia "Ma and Pa Kettle", rimpiazzando Victor Potel (che aveva creato il personaggio nel 1947) e Chief Yowlachie.
Attivo a teatro dagli anni venti, esordì sul grande schermo nel 1932 comparendo in film quali Dopo l'uomo ombra di W. S. Van Dyke (1936) e Una ragazza in ogni porto di Chester Erskine (1952). L'ultimo ruolo è quello George Berson, l'agente di Warren Beatty in Mickey One di Arthur Penn del 1965.

## Filmografia
- Gambe da un milione di dollari (Million Dollar Legs), regia di Edward F. Cline (1932) - non accreditato
- I diplomaniaci (Diplomaniacs), regia di William A. Seiter (1933) - non accreditato
- My Woman, regia di Victor Schertzinger (1933) - non accreditato
- Alla conquista di Hollywood (Bottoms Up), regia di David Butler (1934) - non accreditato
- Luci nel cuore (Have a Heart), regia di David Butler (1934) - non accreditato
- Three Men on a Horse, regia di Mervyn LeRoy (1936)
- Dopo l'uomo ombra (After the Thin Man), regia di W. S. Van Dyke (1936)
- Ready, Willing and Able, regia di Ray Enright (1937)
- That Man's Here Again, regia di Louis King (1937)
- Hotel Haywire, regia di Arthur Archainbaud (1937) - non accreditato
- Marry the Girl, regia di William C. McGann (1937)
- Talent Scout, regia di William Clemens (1937)
- The Footloose Heiress, regia di William Clemens (1937)
- You're the One, regia di Ralph Murphy (1941)
- My Favorite Spy, regia di Tay Garnett (1942)
- La fortuna è femmina (Lady Luck), regia di Edwin L. Marin (1946)
- Ma and Pa Kettle Back on the Farm, regia di Edward Sedgwick (1951)
- Storia di un detective (The Fat Man), regia di William Castle (1951)
- Una ragazza in ogni porto (A Girl in Every Port), regia di Chester Erskine (1952)
- Ma and Pa Kettle on Vacation, regia di Charles Lamont (1953)
- Ma and Pa Kettle at Waikiki, regia di Lee Sholem (1955)
- Mickey One, regia di Arthur Penn (1965)

## Serie tv
- Oh, Those Bells
- Episodio Short Change (10 maggio 1962)
- Car 54, Where Are You?
- Episodio Pretzel Mary (2 dicembre 1962)
- Episodio The White Elephant (6 gennaio 1963)

## Teatro
- An Innocent Idea, di Martin Brown (maggio 1920)
- Guns, di James Hagan (agosto-settembre 1928)
- The Inspector General, di Nikolaj Vasil'evič Gogol' (dicembre 1930)
- East of Broadway, di T. Reginald Arkell e Charles Wagenheim (gennaio-febbraio 1932)
- Three Men on a Horse, di George Abbott e John Cecil Holm (gennaio 1935-gennaio 1937)
- Room Service, di Allen Boretz e John Murray (maggio 1937-luglio 1938)
- The Boys from Syracuse, di Richard Rodgers, Lorenz Hart e George Abbott (novembre 1938-giugno 1939)
- See My Lawyer, di Richard Maibaum e Harry Clork (settembre 1939-aprile 1940)
- The More the Merrier, di Frank Gabrielson e Irvin Pincus (15-27 settembre 1941)
- The New Moon, di Sigmund Romberg, Oscar Hammerstein II, Frank Mandel e Laurence Schwab (agosto-settembre 1942)
- Three Men on a Horse, di George Abbott e John Cecil Holm (9-31 ottobre 1942)
- One Touch of Venus, di Kurt Weill, Ogden Nash e S.J. Perelman (ottobre 1943-febbraio 1945)
- Naughty Naught '00, di Ernst Rosmer (ottobre-novembre 1946)